# Купа Интертото
Купата Интертото на УЕФА е летен футболен европейски клубен турнир.
Учредена е през 1961 г. от австрийския футболен треньор Карл Рапан. Отначало купата е по-популярна с названието Рапан в чест на инициатора на турнира или Лятна купа. От 1967 г. тя се нарича Интеркупа или Интертото. Той е основан, за да подпомогне работата на лотарийните и заложните къщи през лятото, когато всички национални и международни първенства са в почивка. Турнирът се ръководи от изборен организационен комитет и е подчинен на статутните разпореждания за първенствата съгласно изискванията на ФИФА и УЕФА. От 1995 г. турнирът се организира от УЕФА, което го прави много по-атрактивен за малките европейски отбори, тъй като гарантира участие за купата на УЕФА за победителите.
В турнира взимат участие европейски футболни отбори, които не са успели да си осигурят участие в двата най-престижни клубни турнира - Шампионската лига и Купата на УЕФА. Клубовете от всяка страна подават молби за участие до местните федерации, като в края на първенството мястото в турнира Интертото се присъжда на отбора, заел най-висока позиция в крайното класиране. Не е задължително участиникът в турнира Интертото да е заел място веднага след отборите, класирали се за турнирите на Шампионската лига и за Купата на УЕФА.
В различните етапи на турнира за победители са били обявени общо 165 различни отбора.

## Етапи на развитие и победители

### 1961-1967
От 1961 до 1966 г. отборите играят в групи, като победителите в групите продължават чрез пряка елиминация до финала. Този период на турнира е единственият в историята, в който се излъчва едноличен шампион.
| Сезон   | Победител           |
| ------- | ------------------- |
| 1961/62 | Аякс Амстердам      |
| 1962/63 | Словнафт Братислава |
| 1963/64 | Словнафт Братислава |
| 1964/65 | Полония Битом       |
| 1965/66 | Локомотив Лайпциг   |
| 1966/67 | Айнтрахт Франкфурт  |

### 1967-1995
От 1967 до 1995 г. отборите играят само в групи – всеки срещу всеки на разменено гостуване и за победители в турнира се обявяват отборите с първи места в собствените си групи.
| Сезон | Победители                                                         | Победители                                                             | Победители                                                    |
| ----- | ------------------------------------------------------------------ | ---------------------------------------------------------------------- | ------------------------------------------------------------- |
| 1967  | Лугано Фейенорд Лил Лирсе                                          | Хановер 96 Заглембе Сосновец Полония Битом Гьотеборг                   | Рух Хожов Кошице Копенхаген БК Фортуна Дюселдорф              |
| 1968  | Нюрнберг Аякс Амстердам Спортинг Лисабон Фейенорд Еспаньол         | АДО Ден Хааг Карл-Маркс-Щад Ханза Росток Слован Братислава Кошице      | Локомотив Кошице Одра Ополе Легия Варшава Айнтрахт Брауншвайг |
| 1969  | Малмьо ФФ Шомберки Битом Загленбе Сосновец                         | Йеднота Жилина Норшьопинг Йеднота Тренчин                              | Фрем Копенхаген Висла Краков Одра Ополе                       |
| 1970  | Слован Братислава Хамбург Скло Унион Теплице Маастрихт Кошице      | Айнтрахт Брауншвайг Славия Прага Олимпик Марсилия Йостерш Висла Краков | Аустрия Залцбург Баник Острава Полония Битом                  |
| 1971  | Херта Берлин Стал Мелец Сервет                                     | Тринец Отвидаберис Айнтрахт Брауншвайг                                 | Аустрия Залцбург                                              |
| 1972  | Нитра ИФК Норшьопинг Сент Етиен                                    | Славия Прага Слован Братислава Айнтрахт Брауншвайг                     | Хановер 96 Блау Вайс Линц                                     |
| 1973  | Хановер 96 Слован Братислава Херта Берлин Цюрих                    | Рибник Унион Теплице Фейенорд Висла Краков                             | Нитра Йостерш ИФ                                              |
| 1974  | Цюрих Хамбургер ШФ Малмьо ФФ Стандарт Лиеж                         | Слован Братислава Спартак Търнава МСВ Дуисбург Баник Острава           | Кошице Барейро                                                |
| 1975  | Тирол Инсбрук Блау Вайс Линц Айнтрахт Брауншвайг Заглембе Сосновец | Збройовка Рибник Отвидаберис ФФ 1. ФК Кайзерслаутерн                   | Белененсеш Челик Зеница                                       |
| 1976  | Йънг Бойс Херта Берлин Унион Теплице Баник Острава                 | Збройовка Спартак Търнава Интер Братислава Йостерш ИФ                  | Юргорден Войводина Нови Сад Видзев Лодз                       |
| 1977  | Халмстадс БК МСВ Дуисбург Интер Братислава Славия София            | Славия Прага Фрем Копенхаген Йеднота Тренчин Слован Братислава         | Йостерш ИФ Погон Шчечин                                       |
| 1978  | МСВ Дуисбург Славия Прага Херта Берлин                             | Айнтрахт Брауншвайг Малмьо ФФ Локомотив Кошице                         | Татран Прешов Макаби Нетаня Грац АК                           |
| 1979  | Вердер Бремен Грасхопер Айнтрахт Брауншвайг                        | Бохемианс Прага Спартак Търнава Збройовка                              | Пирин Благоевград Баник Острава                               |
| 1980  | Стандарт Лиеж Бохемианс Прага Макаби Нетаня                        | Спарта Прага Пластика Нитра Халмстадс БК                               | Малмьо ФФ ИФК Гьотеборг Елфсбори                              |
| 1981  | Виенер СК Стандарт Лиеж Вердер Бремен                              | Будучност Орхус Моленбек                                               | ИФК Гьотеборг Щутгартер Кикерс Унион Хеб                      |
| 1982  | Стандарт Лиеж Видзев Лодз Орхус                                    | Лингбю Адмира Вакер Бохемианс Прага                                    | ИК Браге ИФК Гьотеборг Йостерш ИФ                             |
| 1983  | Твенте Йънг Бойс Погон Шчечин Макаби Нетаня                        | Слобода Тузла Бохемианс Прага ИФК Гьотеборг Хамарбю ИФ                 | Видеотон Витковице                                            |
| 1984  | Бохемианс Прага Орхус Фортуна Дюселдорф Стандарт Лиеж              | АИК Малмьо ФФ Видеотон Макаби Нетаня                                   | Цюрих ГКС Катовице                                            |
| 1985  | Вердер Бремен Рот Вайс Ерфурт ИФК Гьотеборг АИК                    | Висмут Ауе Спарта Прага Гурник Забже Макаби Хайфа                      | Баник Острава Дожа Уйпещ МТК                                  |
| 1986  | Фортуна Дюселдорф Унион Берлин Малмьо ФФ Рот Вайс Ерфурт           | Сигма Оломоуц Дожа Уйпещ Брьонбю ИФ Лингбю                             | Лех Познан ИФК Гьотеборг Славия Прага Карл Цайс Йена          |
| 1987  | Карл Цайс Йена Погон Шчечин Висмут Ауе                             | Татабаня Малмьо ФФ АИК                                                 | Етър Велико Търново Брьонбю ИФ                                |
| 1988  | Малмьо ФФ ИФК Гьотеборг Баник Острава Виена                        | Йънг Бойс 1. ФК Кайзерслаутерн Икаст Карл Цайс Йена                    | Грасхопер Карлсруе Байер Юрдинген                             |
| 1989  | Люцерн Болдклубен 1903 Тирол Инсбрук Грасхопер                     | Татабаня Нествед Йоребру СК Спарта Прага                               | Баник Острава Йоргрюте ИС 1. ФК Кайзерслаутерн                |
| 1990  | ФК Ньошател Ксамакс Тирол Инсбрук Лех Познан Слован Братислава     | Малмьо ФФ ГАИС ФК Люцерн Виена                                         | Кемницер Байер Юрдинген Оденсе Болдклуб                       |
| 1991  | ФК Ньошател Ксамакс Лозана Аустрия Залцбург Дукла Банска Бистрица  | Грасхопер Б1903 Байер Юрдинген Дунайска Стреда                         | Тирол Инсбрук Йоребру СК                                      |
| 1992  | Копенхаген Шиофок Байер Юрдинген Карлсруе                          | Рапид Виена Лингбю Слован Братислава Олбор                             | Славия Прага Локомотив Горна Оряховица                        |
| 1993  | Рапид Виена Трелеборис ФФ ИФК Норшьопинг                           | Малмьо ФФ Славия Прага Цюрих                                           | Йънг Бойс Динамо Дрезден                                      |
| 1994  | Халмстадс БК Йънг Бойс АИК                                         | Хамбургер ШФ Бекешчаба Слован Братислава                               | Грасхопер Аустрия Виена                                       |

### 1995-2005
След като турнирът започва да се организира от УЕФА, той вече гарантира две или три места в турнира за Купата на УЕФА на победителите. До 1999 г. турнирът има групова фаза, след която победителите се излъчват чрез пряка елиминация. След това победителите се излъчват само чрез пряка елиминация.
| Сезон | Победители      | Победители       | Победители    |
| ----- | --------------- | ---------------- | ------------- |
| 1995  | Страсбург       | Бордо            | Бордо         |
| 1996  | Карлсруе        | Генгам           | Силкебор ИФ   |
| 1997  | Олимпик Лион    | СК Бастия        | АЖ Оксер      |
| 1998  | Болоня          | Валенсия         | Вердер Бремен |
| 1999  | Ювентус         | Уест Хям Юнайтед | Монпелие      |
| 2000  | Селта Виго      | Удинезе          | ФФБ Щутгарт   |
| 2001  | Пари Сен Жермен | Троа             | Астън Вила    |
| 2002  | Малага          | ФК Фулъм         | ФФБ Щутгарт   |
| 2003  | Виляреал        | Перуджа          | Шалке 04      |
| 2004  | Лил             | Шалке 04         | Виляреал      |
| 2005  | Ланс            | Олимпик Марсилия | Хамбургер ШФ  |

### 2006-2008
От сезон 2006 турнирът е изцяло преструктуриран. Премахва се груповата фаза и целият турнир се провежда по принципа на пряката елиминация между отборите. Въвежда се и разпределение на отборите по коефициента на държавите (отборите от държавите с най-нисък коефициент започват от първи кръг, а представителите на държави с най-висок коефициент – от последния трети кръг).
От 2006 г. се определя и едноличен победител в турнира и на него се връчва специално избработена купа. За носител на Купата Интертото се определя клубът, продължил най-дълго своето участие в турнира за купата на УЕФА. Първият носител на новия трофей е отборът на Нюкасъл Юнайтед, достигайки до 1/8-финал за турнира за Купата на УЕФА през сезон 2006-07. Следващите сезони 2007-08 и 2008-09 купата е връчена съответно на отборите на Хамбургер ШФ и Спортинг Брага, които отново достигат до 1/8-финал в турнирите за купата на УЕФА.
През декември 2007 г., непосредствено след избирането на Мишел Платини за президент на УЕФА, е приета промяна в организацията на европейските клубни турнири, според която турнирът за Купа Интертото се „влива“ в турнира Лига Европа (заменящ турнира за Купата на УЕФА). Отборите, които до този момент са участвали в турнира за Купата Интертото, директно ще се класират за квалификациите за Лига Европа, които са разширени до 4 предварителни кръга.
| Сезон | Победители                                        | Победители                                              | Победители                          |
| ----- | ------------------------------------------------- | ------------------------------------------------------- | ----------------------------------- |
| 2006  | АЖ Оксер Кайсериспор НК Марибор Етникос           | Грасхопер Олимпик Марсилия Рийд Нюкасъл Юнайтед         | Твенте Оденсе Болдклуб Херта Берлин |
| 2007  | Сампдория Атлетико Мадрид Оцелул Ланс             | Рапид Виена Хамбургер ШФ Олбор Фодболд Блекбърн Роувърс | Хамарбю ИФ Тобол Лейрия             |
| 2008  | Астън Вила Депортиво Ла Коруня Елфсбори Грасхопер | Наполи Рен Русенборг БК Спортинг Брага                  | Щурм Грац ФФБ Щутгарт Васлуй        |

Забележка: В почернен шрифт са отборите, обявени за носители на Купата Интертото.

## С най-много победи
- 11 – Слован Братислава (Чехословакия и Словакия)
- 10 – Малмьо ФФ (Швеция)
- 8 – ИФК Гьотеборг (Швеция)
- 7 – Славия Прага (Чехословакия и Чехия), Баник Острава (Чехословакия, Чехия), Айнтрахт Брауншвайг (ФРГ и Германия) и Грасхопер (Швейцария)
- 5 – Стандарт Лиеж (Белгия), Херта Берлин (ФРГ и Германия), Йънг Бойс (Швейцария), Йостерш ИФ (Швеция), Бохемианс Прага (Чехословакия и Чехия), Хамбургер ШФ (ФРГ и Германия)